# بيتر فرنسيسكو
بيتر فرنسيسكو (بالبرتغالية: Pedro Francisco‏) هو ثوري برتغالي، ولد في 9 يوليو 1760 في آنغرا دو هروئيسمو في البرتغال، وتوفي في 16 يناير 1831 في ريتشموند في الولايات المتحدة بسبب التهاب الزائدة الدودية.